# شريجة الثانية (إسماعيلية)
شريجة الثانية (بالفارسية: شریجه دو) هي قرية وتقع في إيران في قسم إسماعيلية الريفي.